# Железное (Тверская область)
Железное — деревня в Удомельском городском округе Тверской области.

## География
Деревня находится в северной части Тверской области на расстоянии приблизительно 25 км на север-северо-запад по прямой от железнодорожного вокзала города Удомля.

## История
Известна с 1501 года (тогда Железно) как деревня с 2 дворами. В 1801 году принадлежала подполковнику Ивану Михайловичу Лодыгину. В 1886 году это сельцо, где проживала одна дворянская семья из 4 женщин и 13 человек временно проживающих. В 1924 году Железное отмечалась уже снова как деревня. В советский период истории здесь действовали колхозы «Обновлённый Труд», «Железно», им. Коминтерна и совхоз «Прогресс». Количество хозяйств 10 (1958), 6 (1986), 6 (1999). До 2015 года входила в состав Котлованского сельского поселения до упразднения последнего. С 2015 года в составе Удомельского городского округа.

## Население
Численность населения: 34 (1958), 13 (1986), 20 (1999), 13 (русские 100 %) в 2002 году, 9 в 2010.